# Louis Mürset
Louis Mürset (* 2. Juni 1857 in Biel; † 21. Oktober 1921 in Luzern) war ein Schweizer Jurist. Er war Generalsekretär und Kreisdirektionspräsident der Schweizerischen Bundesbahnen.

## Leben
Louis Mürset studierte an der Universität Bern und der Kaiser-Wilhelms-Universität Rechtswissenschaft. Er wurde Mitglied der Corps Rhenania Bern (1877) und Rhenania Straßburg (1878). Das Studium schloss er mit einer Promotion zum Dr. jur. ab.
Von 1885 bis 1901 war er Kanzleisekretär des Eidgenössischen Eisenbahnwesens. Während seiner Amtszeit wurde die erste Schweizer Eisenbahngesetzgebung ausgearbeitet und die Verstaatlichung der Privatbahnen vorbereitet. Direkt nach Gründung der staatlichen Schweizerischen Bundesbahnen (SBB) war er bis 1912 deren Generalsekretär. Von 1912 bis 1917 war er Mitglied und von 1917 bis 1921 Präsident der Kreisdirektion V der SBB in Luzern.

## Werke
- Bundesgesetz über das Rechnungswesen der Eisenbahnen vom 27. März 1896 : mit Erläuterungen. Bern 1896.